# Lưu Văn (người mẫu)
Lưu Văn (giản thể:刘雯; phồn thể:劉雯; bính âm: Liú Wén) là một người mẫu Trung Quốc.

## Tuổi thơ
Lưu Văn sinh ngày 27 tháng 1 năm 1988, tại Vĩnh Châu, một thành phố thuộc tình Hồ Nam của Trung Quốc. Trước khi trở thành người mẫu, cô là một hướng dẫn viên du lịch.

## Sự nghiệp và sự thành công
Lưu Văn bắt đầu sự nghiệp người mẫu vào năm 2005, khi cô bước chân vào New Silk Road World Model Contest, một cuộc thi mà người từng dành chiến thắng là một người mẫu nổi tiếng khác người Trung Quốc Đỗ Quyên, với hi vọng giành được giải thưởng là mộ chiếc máy vi tính.
Tuy không giành chiến thắng tại cuộc thi này, nhưng sự nghiệp của cô lại bắt đau ngay sau khi rời khỏi cuộc chơi. Cô lên bìa tạp chí FHM Trung Quốc. Sau đó cô làm việc cho Vogue Trung Quốc và Harper's Bazaar.
Tháng 9 năm 2007, Lưu Văn bắt đầu làm quen với ngành công nghiệp thời trang khi phải viết một bài về trang phục của Karl Lagerfeld và Viktor and Rolf. Cô được đưa đến Paris vào năm 2008 và ký hợp đồng với Marilyn Agency.
Tháng 2 năm đó cô xuất hiện trên tạp chí Vogue của Trung Quốc, cô ra mắt sàn diễn quốc tế trong tháng đó, cô là người kết thúc của show Trussardi ở Milan và trình diễn cho Shiatzy Chen, Chanel, Jean Paul Gaultier và Hermès.
Xuân 2009, cô tham gia 7 chiến dịch quảng cáo lớn, gồm có DKNY, GAP, Barneys New York, Benetton, Alexander Wang, Converse và Calvin Klein. Ngoài ra cô cũng hợp tác với Bergdorf Goodman, Calvin Klein Alexander Wang và Vivienne Tam. Lưu Văn được phỏng vấn trên nhiều tạp chí như Vogue Mĩ, Trung Quốc, Anh, Bồ Đào Nha, Đức, Pháp, Tây Ban Nha; Elle Trung Quốc, i-D... và Teen Vogue.
Năm 2009, Lưu Văn là người mẫu Trung Quốc đầu tiên được trình diễn trong Victoria's Secret và cũng là người mẫu Đông Á đầu tiên trình diễn cho show diễn nội y đình đám này. Cô tiếp tục tham gia vào năm 2010, 2011 và 2012. Lưu Văn cũng là người mẫu châu Á thứ hai vinh dự mang cánh cho show diễn vào năm 2009 (sau Ujjwala Raut năm 2003).
Trong tuần lễ thời trang Xuân Hè 2010, Văn tham gia hơn 70 show ở 4 thành phố là Milan, Paris, New York và London. Cô là người tham gia nhiều show thứ hai chỉ sau Constance Jablonski.
Tháng 4 năm 2010, Lưu Văn và Jablonski sẽ gia nhập danh sách những gương mặt quảng cáo của mĩ phẩm Estée Lauder, cô là gương mặt châu Á đầu tiên của công ty.
Năm 2013, cô đứng vị trí thứ 3 trên 50 trong top 50 người mẫu do Models.com bình chọn. Bên cạnh công việc người mẫu, cô còn đang học về du lịch.